# Yandere
 (août 2016).
Si vous disposez d'ouvrages ou d'articles de référence ou si vous connaissez des sites web de qualité traitant du thème abordé ici, merci de compléter l'article en donnant les références utiles à sa vérifiabilité et en les liant à la section « Notes et références ».
Yandere (ヤンデレ) est un terme japonais utilisé pour définir une personnalité maladive qui est au premier abord affectueuse et tendre avec la personne qu'elle aime, mais qui devient dérangée voire psychotique au fil du temps (ou subitement). Yandere est une combinaison de yanderu (病んでる), qui signifie malade, et deredere (デレデレ), qui signifie amoureux ou ramolli. Yanderekko est le nom dérivé, et qualifie une personne possédant une personnalité ou maladie yandere, comme pour meganekko avec les filles qui portent des lunettes (megane).

## Origines
Le terme n'est pas très connu par rapport à tsundere car il est apparu plus récemment pour qualifier certaines « héroïnes » de récents[Quand ?] jeu video, animes, mangas ou eroges. Ces filles sont présentées comme réservées, timides voire faibles mais possédant des traits de personnalité très sombres. Si sombres qu’ils les entraînent au-delà d’une attitude froide ou jalouse et les font basculer dans la violence et la psychose, les faisant commettre un meurtre ou un suicide. Ce côté sombre de leur caractère est parfois dû à une expérience stressante ou traumatisante du passé. Il arrive souvent que la yanderekko forme un couple avec le personnage principal masculin et que l’émergence de son côté sombre soit dû à des événements impliquant ce personnage (comme c’est le cas dans l’animé School Days avec la relation entre Sekai, Makoto et Kotonoha ou encore dans Mirai nikki avec la relation entre Yuno et Yukiteru, même si Yuno est une yandere et que Kotonoha a un comportement se basant plutôt sur le yanderekko) ou alors qu'elle soit prête aux pires atrocités pour attirer le même personnage.

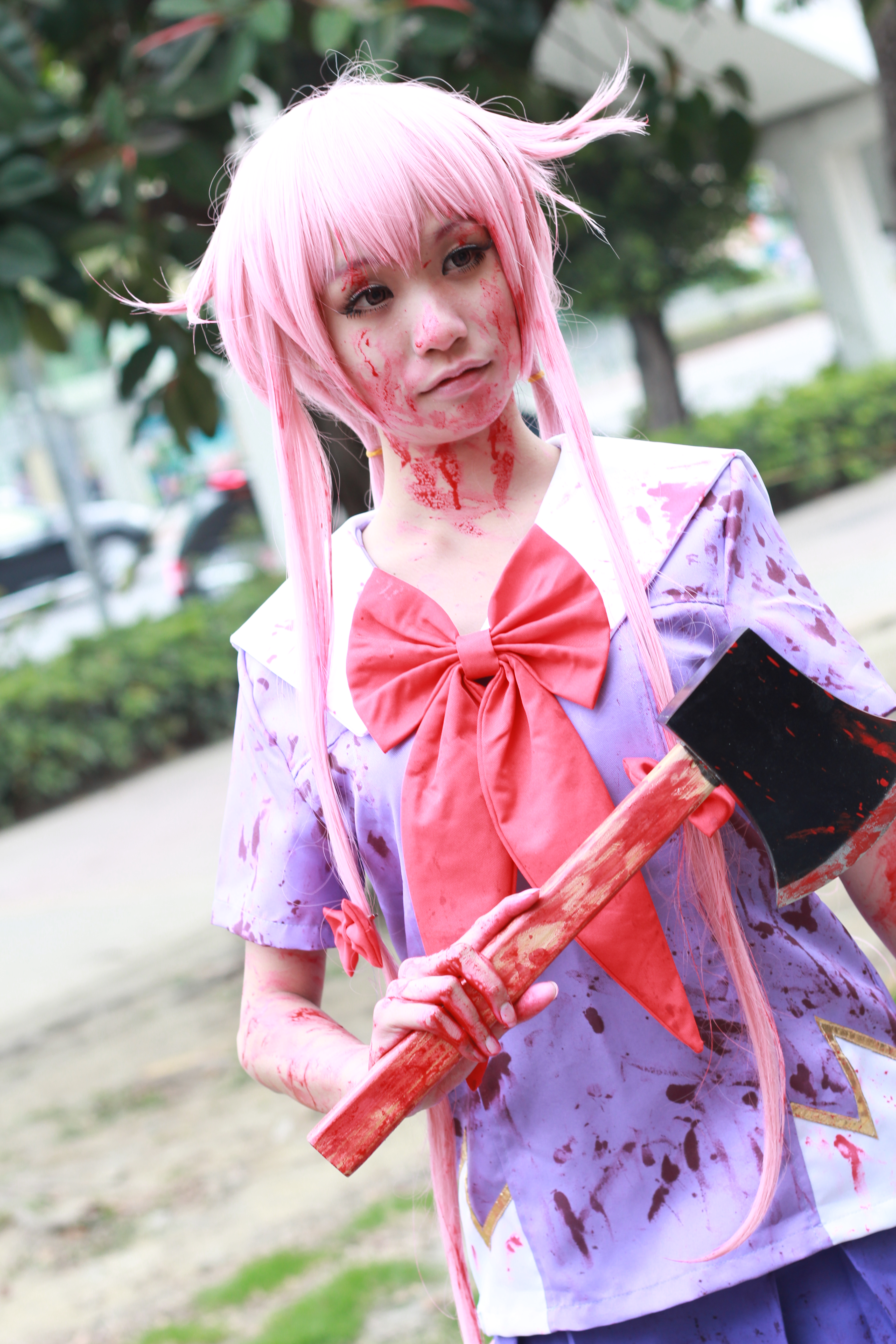
Un cosplay de Yuno Gasai.

## Yangire
Un autre terme est apparu pour qualifier des filles qui ont des traits qui les rapprochent des yanderekko mais qui n'en sont pas pour autant. Ce terme, yangire (ヤンギレ) désigne des personnages qui tuent pour le plaisir.
Yangire est la combinaison de yanderu (病んでる) et de kire ou gire (切れ), qui signifie couper ou basculer. Tout comme yandere a donné yanderekko, yangire a donné yangirekko.